# NK:s kontorshus

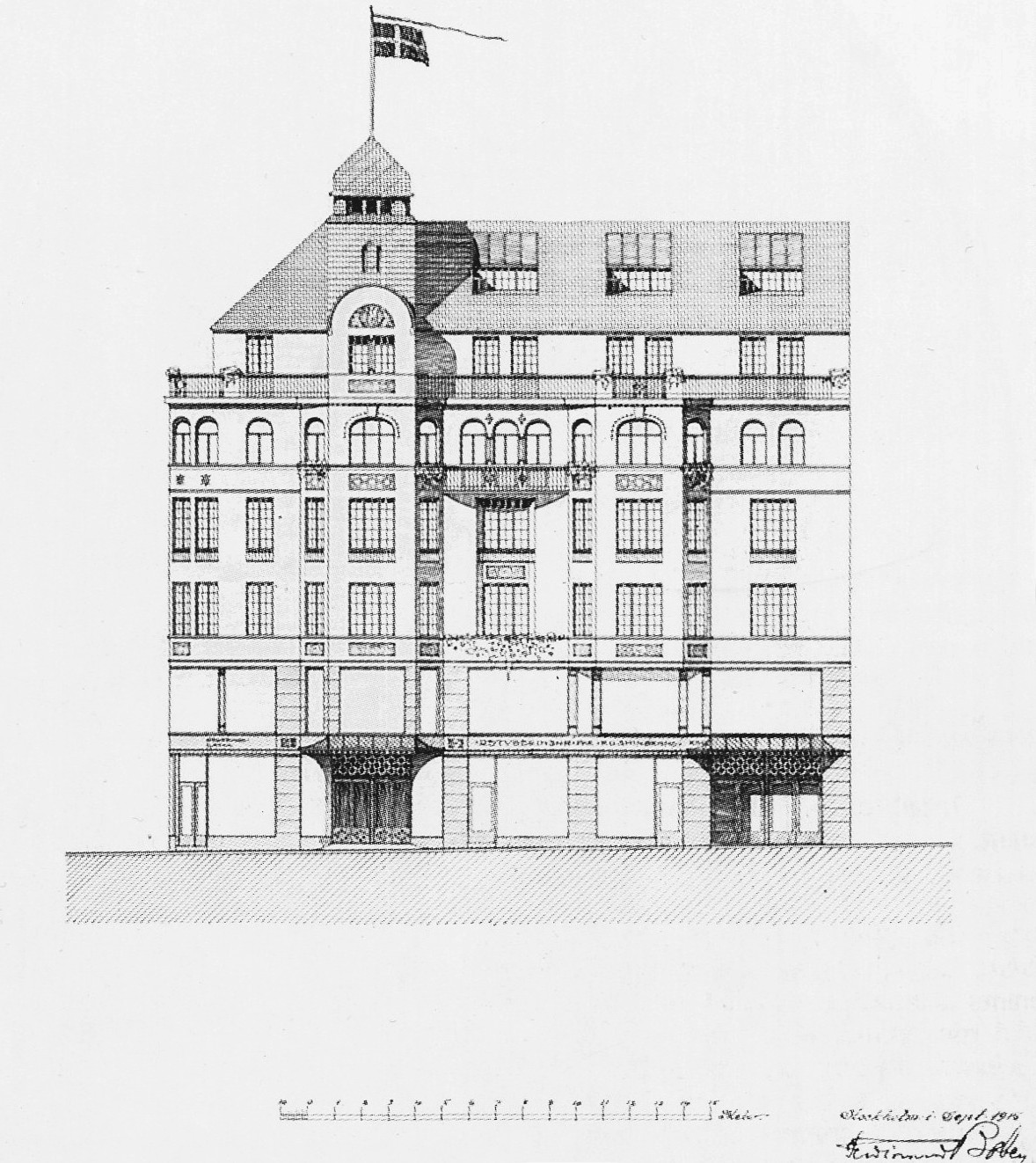
Bobergs ritning 1915, fasad.

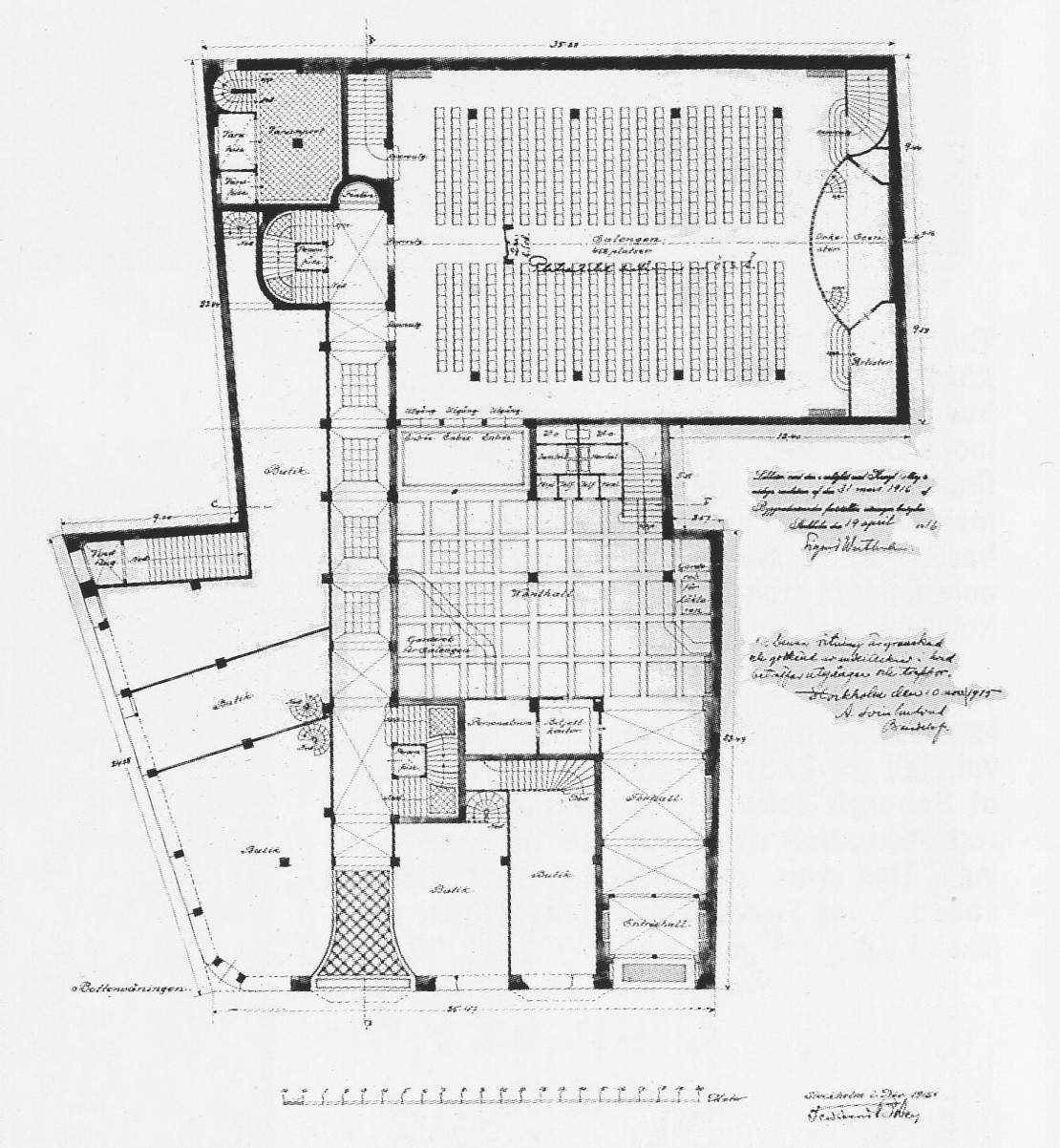
Bobergs ritning 1915, bottenvåning.

Nordiska Kompaniets kontorshus var ett affärs- och kontorshus i det numera  försvunna kvarteret Sankt Per vid hörnet Regeringsgatan / Jakobsgatan / Norra Smedjegatan. Huset ritades 1914 av Ferdinand Boberg som ett av sina sista arkitektuppdrag och revs 1972 i samband med Norrmalmsregleringen.

## Historia
Under 1910-talet anlitades Ferdinand Boberg som arkitekt för några av Nordiska Kompaniets byggprojekt. Det största skulle bli NK:s nya varuhus som invigdes 1915 vid Hamngatan 18–20. Boberg stod även som arkitekt för Nordiska Kompaniets kontorsbyggnad som restes 1919 på platsen för Joseph Lejas varuhus (NK:s föregångare). Uppdraget fick han redan 1914 av sin gode vän, tillika NK:s chef Josef Sachs, men första världskriget fördröjde färdigställandet till 1919.
Boberg ritade en ståtlig byggnad med jugendinspirerade fasader i Stockholmsgranit och terrasitputs, som upptog kvarteret Sankt Pers södra delar, och hade även en fasad mot Norra Smedjegatan. Huset fick fem våningar och en indragen takvåning som kröntes av ett torn. Tornvalvet smyckades av en takmålning som visade ett medeltida Stockholmspanorama. Fasaden mot hörnet Regeringsgatan / Jakobsgatan var mjukt rundad. 
Huvudentrén nåddes från Regeringsgatan och en sidoentré fanns vid Jakobsgatan. Bottenvåningen upptogs av butikslokaler och en stor, mot Norra Smedjegatan vänd, samlingssal som gick över två våningar och hade plats för omkring 450 sittande. Samlingssalen med sin scen och de stora biutrymmena hade likheter med  Nobelpalatsets scen som Boberg presenterat några år tidigare.
Övriga våningsplan nyttjades av NK som huvudkontor och för utställningar. Vid rivningarna för det nya kontorshuset tillvaratogs en vacker sandstensportal från 1600-talet som suttit på Norra Smedjegatan nr 6. Den fick en ny plats som dekoration i en nisch i trapphuset vid samlingssalen. Byggnaden konstruerades av Bobergs tidigare medarbetare, Josef Norén, som även slutförde Bobergs arkitektuppdrag. Huset uppfördes av Skånska Cementgjuteriet.
NK:s varuhus och kontorshus skulle bli Bobergs sista arkitektarbeten innan han begav sig med hustrun Anna på en tioårig resa Sverige runt för sitt projekt Svenska bilder. Kontorshuset vid Regeringsgatan var en av många byggnader som revs i samband med Projekt Storviggen tillsammans med Norra Smedjegatans bebyggelse under Norrmalmsregleringens senare del. På platsen uppfördes 1974–1976 fastigheten Trollhättan 31 som Hus E i en del av Gallerian.

## Interiörbilder

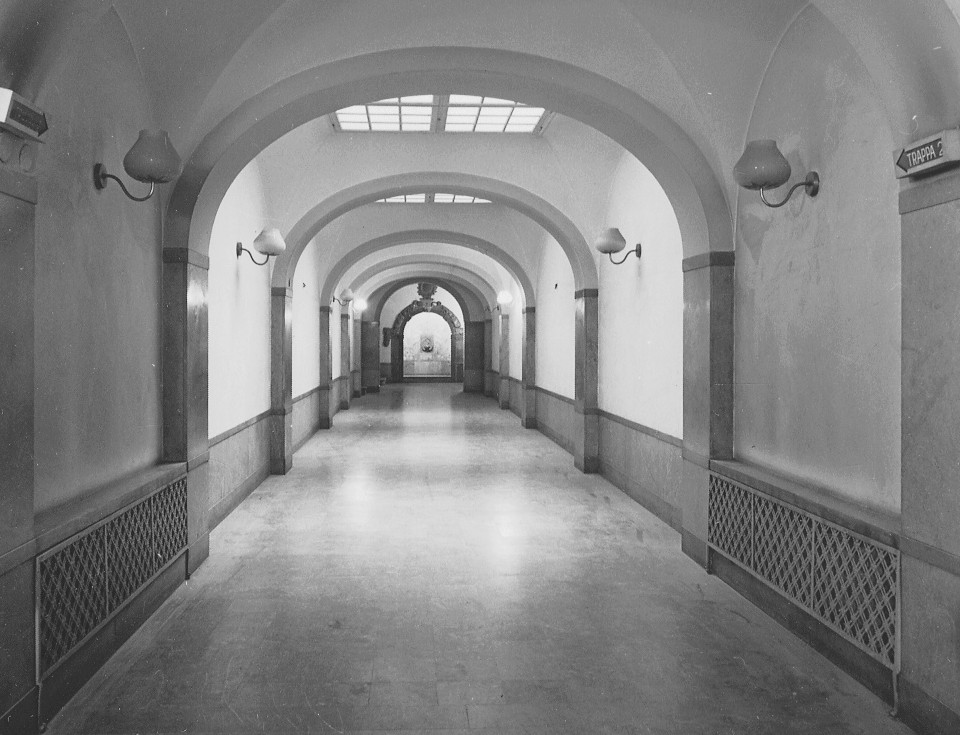
Korridoren med sandstensportalen i fonden.
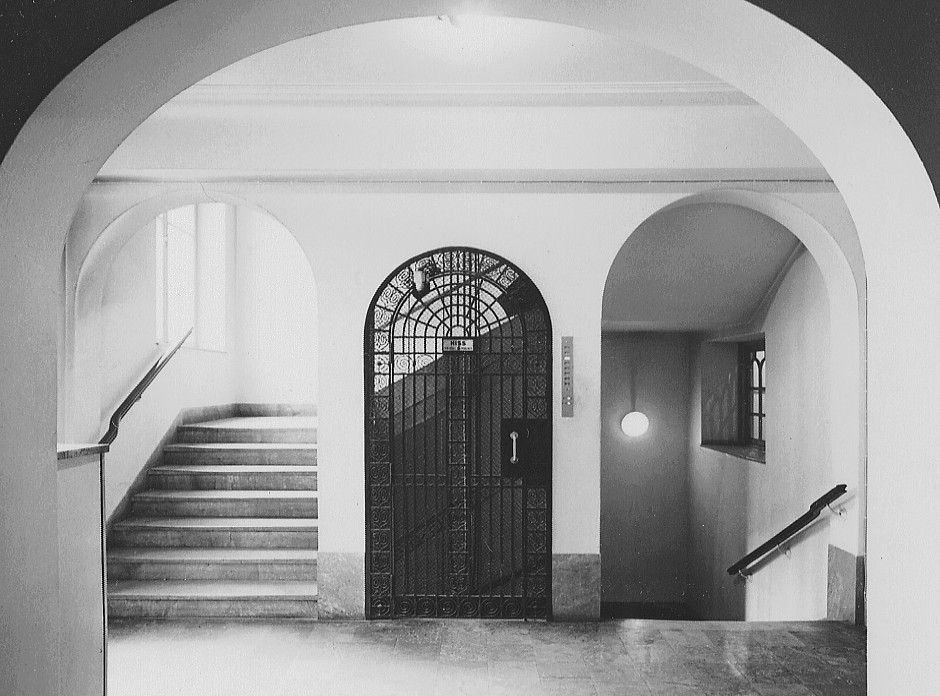
Sekundärtrapphuset med hiss.
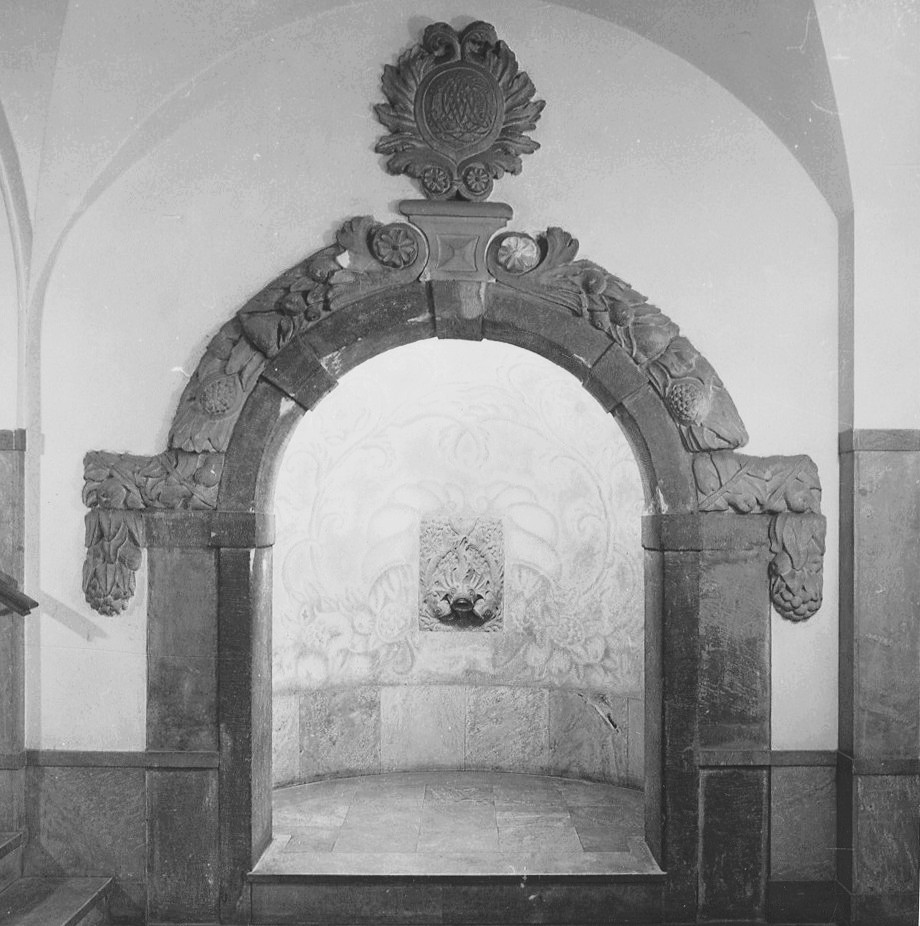
Sandstensportalen med väggbrunn.
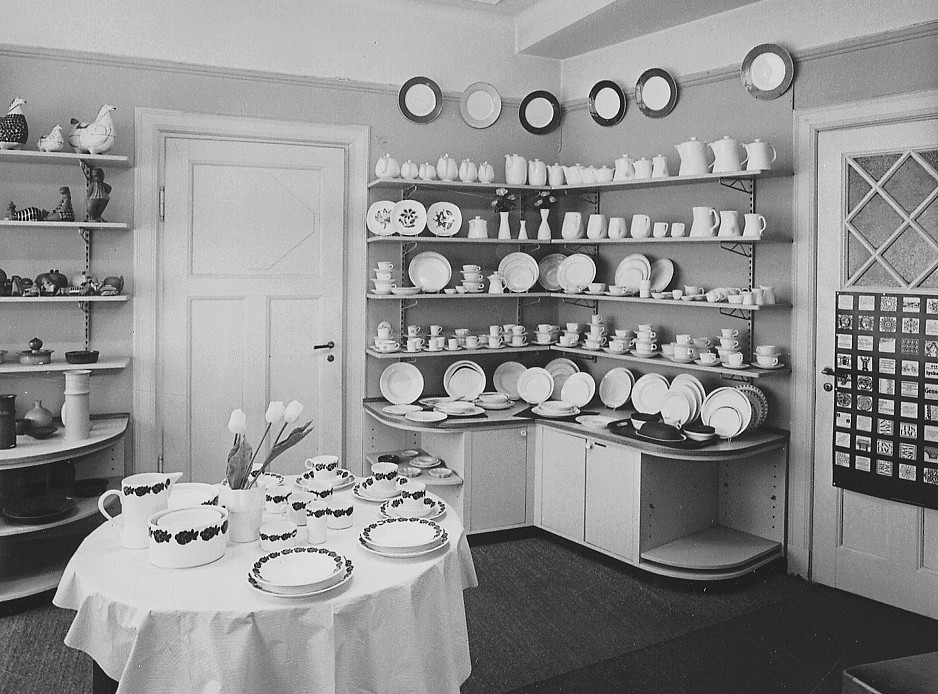
Porslinsutställning.
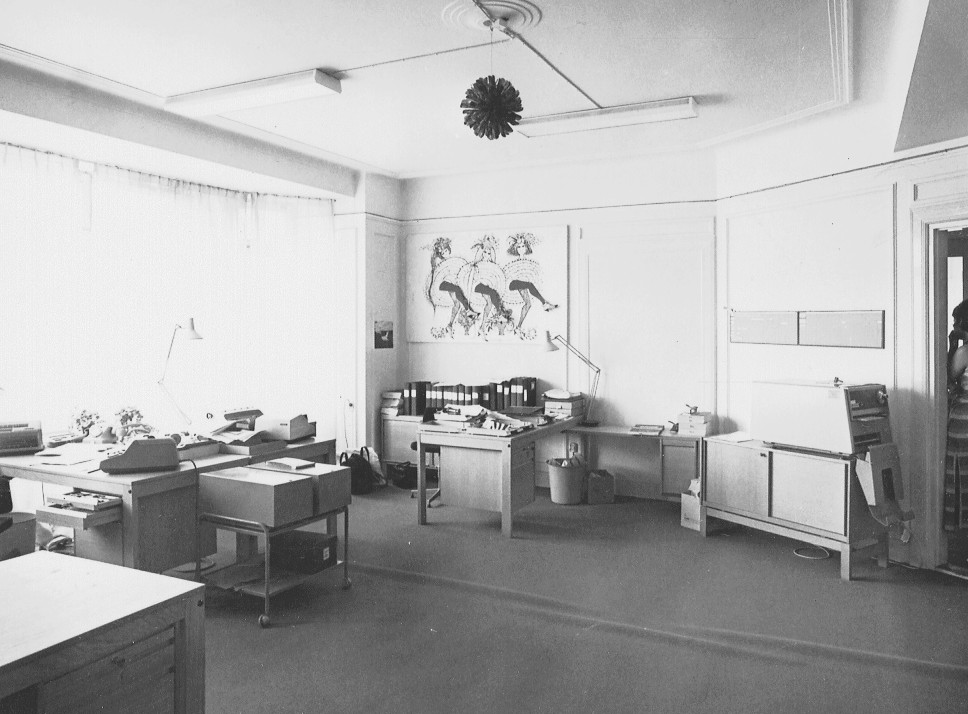
Ett av kontorsrummen.